# Francescantonio del Mercato
Francescantonio del Mercato (Laureana Cilento, 1774 – Campagna, 1859) è stato un avvocato e patriota italiano, importante figura del Risorgimento.

## Biografia
Figlio di Pier Francesco e Maria Gesualda Mandina dei Nobili di Pisciotta; è l'ultimo Barone di Rutino e Monteforte, del de’ Mattarellis e d’altri luoghi .
Nel 1799 aderisce alla Repubblica Partenopea, venendo nominato Commissario Repubblicano con l'incarico di democratizzare il Cilento, democratizzazione che realizza attraverso l’insurrezione e l’innalzamento di un albero della libertà in ogni paese, di persona o tramite delegati. Si trasferisce a Napoli per difendere la Repubblica. Mentre l’avanzata delle orde del Cardinale Ruffo assedia e strappa ai giacobini la Rocca del Cilento, ove sono presenti 40 suoi familiari,  Francescantonio combatte a Napoli fino all’ultima battaglia al Ponte della Maddalena e alla difesa del Forte di Vigliena; alla caduta della Repubblica fugge su un barcone e ripara in Francia , dove incontra più volte Giosuè Sangiovanni,  compagno cilentano già nella rivoluzione del '99 e poi della campagna del '48.
Contumace, per la partecipazione alla Repubblica Partenopea e per aver fondato la Società Popolare viene condannato a 15 anni di carcere. Dalla Francia ritornerà a Laureana Cilento dopo l'amnistia del 1801, orfano del padre defenestrato a Napoli dai Sanfedisti.
Condannato al confino a Campagna vi si sposa nel 1805 con Marianna Pacelli Sanseverino dei Baroni di Balvano .

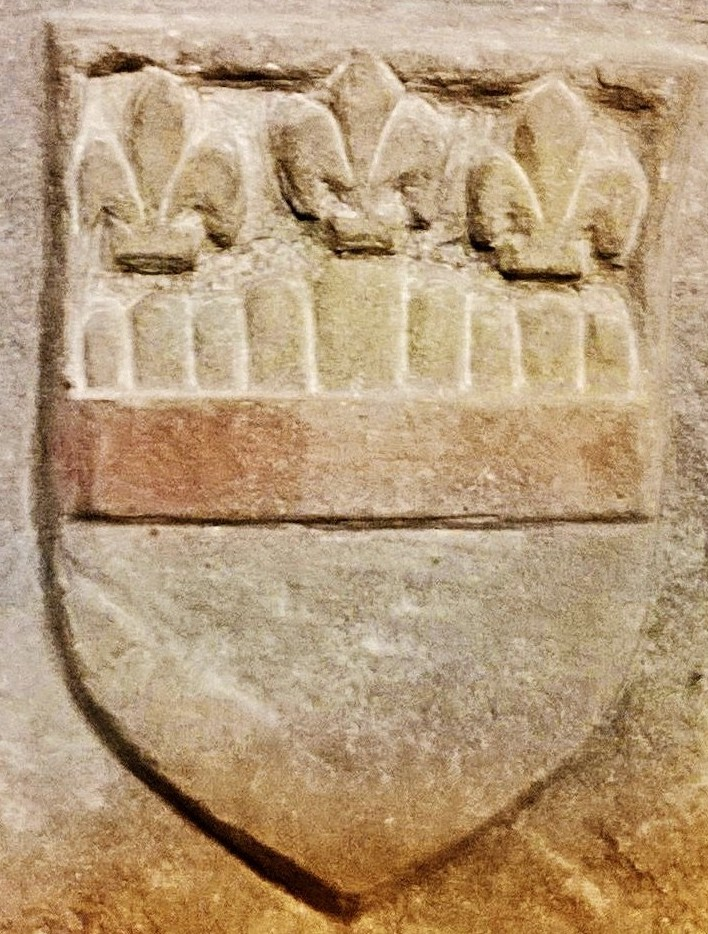
Stemma della Casa del Mercato

È uno degli avvocati più importanti di Salerno. Esercita principalmente nel Cilento, sia nei processi politici, che in quelli civili, al fine di dirimere le liti tra Comuni, Demanio e l’ ex nobiltà ,per l’acquisizione dei beni dopo l'approvazione delle Leggi Eversive della Feudalità. Difende in vari paesi centinaia di comunisti, così definite allora le masse contadine che avevano occupato le terre ex feudali rivendicandone l'uso in comune .
Per molti anni è amministratore della Reale Tenuta di Persano, nel 1814 viene nominato da Gioacchino Murat, Giudice di Campagna, poi Governatore di Vibonati. Nei moti del 1820 riveste un ruolo importante, in quanto membro di diritto della Gran Dieta Carbonara della Lucania Occidentale, e ne è componente dell’organo di governo; a causa della sua partecipazione e del ruolo di responsabilità nei moti venne per diversi mesi trattenuto in detenzione. 

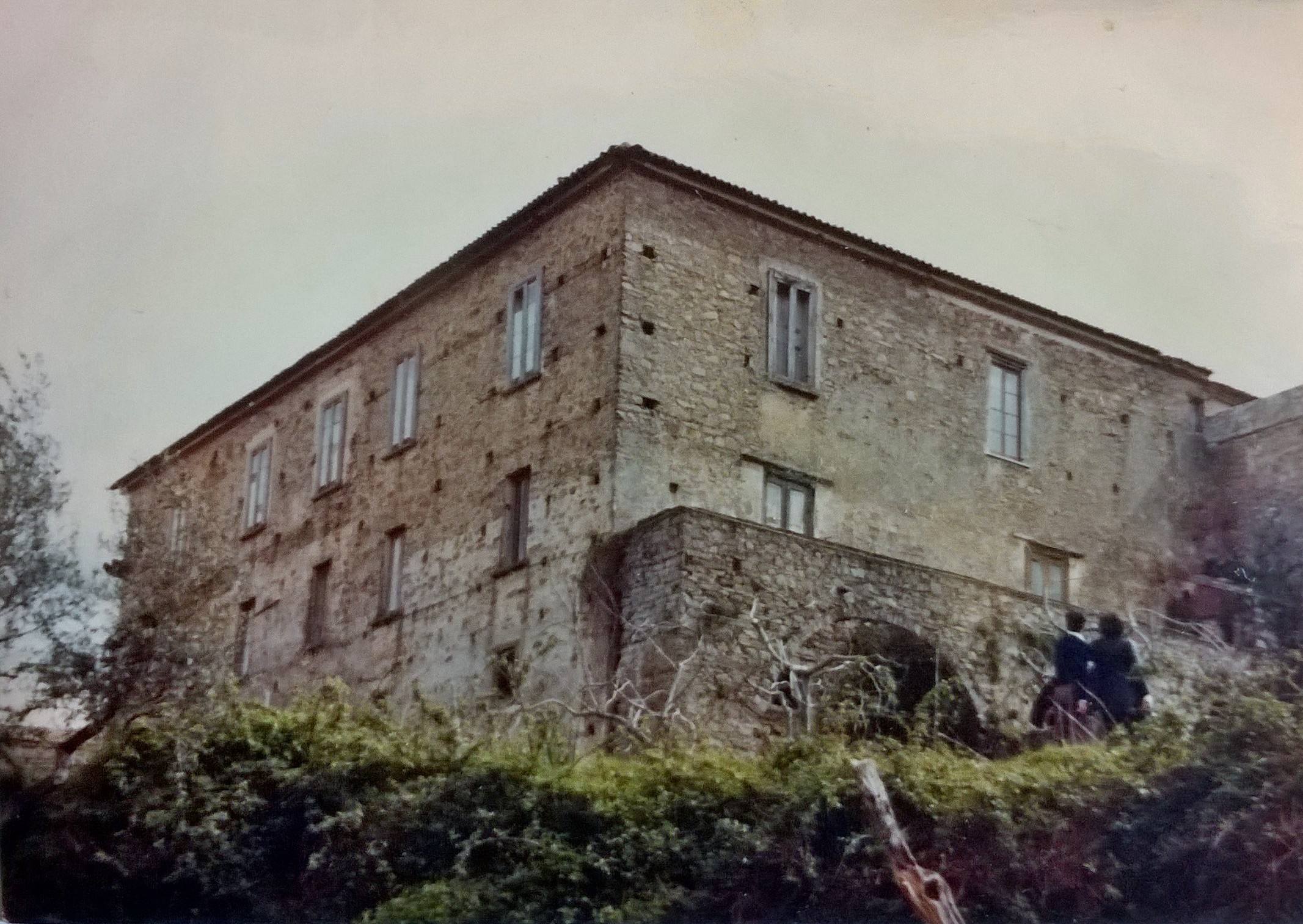
Palazzo di Francescantonio del Mercato

Nel 1820 dai Sanfelice, antiliberali fuggiti da Laureana, riacquista il Castellum Lauri fino al '600 di proprietà dei Mercato e poi acquistato da Ferdinando Sanfelice, al fine d’abbatterlo per alzare un cippo alla memoria di un’aristocrazia borbonica e antipopolare; ne farà poi sua dimora .

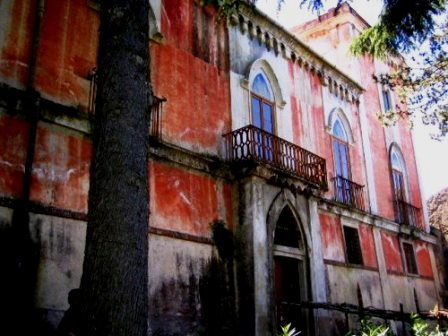
Palazzo del Mercato

Nel 1828 appare tra i capi dell'associazione segreta dei Filadelfi, succeduti ai Carbonari nell'organizzazione dell'azione militare liberale, da ciò il suo arresto alla vigilia dei moti e costretto al confino per due anni e un mese nel comune di Postiglione. Per reati politici intervenuti durante il confino viene di nuovo arrestato e detenuto fino al 1830.
La sua attività politica continua nell’organizzazione delle società segrete, nel coordinamento delle cospirazioni, nel 1837 è tra i fondatori della setta carbonara, La Propaganda. Nel 1841 fonda a Salerno la Giovine Italia. Nel campo liberale è il referente dello schieramento democratico contrapposto a quello conservatore.
È uno degli ispiratori e dei capi principali dei moti salernitani del 1848, insieme ai figli, Enrico impegnato militarmente a Curtatone e Goito, nella Repubblica di Venezia, Gaetano nel Cilento a capo delle bande di insorti alla conquista dei paesi dell’interno, Pietro a capo della Guardia Nazionale, marciò su Napoli, Ernesto nella Repubblica Romana.
Nel 1849 nel corso della Restaurazione, e a causa del suo ruolo, venne condannato a ventidue mesi di carcere, insieme a figlio Pietro, già membro del Governo Provvisorio, il figlio Gaetano, condannato a morte, poi con pena commutata all’ergastolo, e al figlio Ernesto condannato all’esilio in Piemonte .
Nel 1854 alla veneranda età di 80 anni, venne arrestato per aver protetto e nascosto un ricercato politico. Nel 1859 viene arrestato, in quanto nel corso di una perquisizione vengono trovate in casa sua, armi e coccarde tricolori. Venne in seguito contattato dal patriota ed educatore, Beniamino Marciano, in quanto rappresentante dei Democratici per la costituzione a Salerno del Comitato per il milione di fucili per Garibaldi. Mentre i figli preparano l’insurrezione fiancheggiatrice di Garibaldi, muore, senza poter essere testimone della nascente Unità d’Italia.